# Opération Lancer
 (juin 2016).
Pour les articles homonymes, voir Lancer.
L'opération Lancer était une opération militaire menée par les troupes néerlandaises et australiennes sur le Timor pendant la Seconde Guerre mondiale.
La force Lancer désignait les troupes australiennes destinées à remplacer la force Sparrow (en) qui avait défendu l'île contre l'invasion japonaise,.
Près de 60 hommes de l'Armée royale des Indes néerlandaises devaient être débarqués au Timor par la marine australienne pour entreprendre une guérilla contre les Japonais. Les navires australiens furent constamment attaqués par des avions japonais et le 1er décembre 1942, le HMAS Armidale fut coulé avec de lourdes pertes humaines ; la plupart des survivants moururent plus tard.